# Anões do Orçamento
Anões do Orçamento foi um grupo de congressistas brasileiros que, no final dos anos 80 e início dos anos 90, envolveram-se em fraudes com recursos do Orçamento da União até serem descobertos e investigados, em 1993, perante uma Comissão Parlamentar de Inquérito (CPI) de grande repercussão. A denominação de "anões" deveu-se ao fato de que os principais envolvidos no caso eram deputados sem grande repercussão nacional, ou seja, "anões de poder" no Congresso Nacional.

## CPI e cassação
Em 1993, a CPI dos Anões do Orçamento investigou 37 parlamentares por suposto envolvimento em esquemas de fraudes na Comissão de Orçamento do Congresso Nacional. O relatório final de Roberto Magalhães (PFL-PE) pediu a cassação de 18 deles, mas apenas seis perderam seus mandatos:
- Carlos Benevides (PMDB-CE)
- Fábio Raunheitti (PTB-RJ)
- Feres Nader (PTB-RJ)
- Ibsen Pinheiro (PMDB-RS)
- José Geraldo Ribeiro (PMDB-MG)
- Raquel Cândido (PTB-RO)

Quatro outros, no entanto, renunciaram antes:
- Cid Carvalho (PMDB-MA)
- Genebaldo Correia (PMDB-BA)
- João Alves (PFL-BA)
- Manoel Moreira (PMDB-SP)

Oito foram absolvidos:
- Aníbal Teixeira (PTB-MG)
- Daniel Silva (PPR-RS)
- Ézio Ferreira (PFL-AM)
- João de Deus Antunes (PPR-RS)
- Flávio Derzi (PP-MS)
- Paulo Portugal (PP-RJ)
- Ricardo Fiuza (PFL-PE)
- Ronaldo Aragão (PMDB-RO)
- Geddel Vieira Lima (PMDB-BA)

Os envolvidos roubaram mais de R$ 100 milhões públicos, com esquemas de propina, para favorecer governadores, ministros, senadores e deputados. Em 2000, o Supremo Tribunal Federal arquivou o processo contra Ibsen Pinheiro, que retornou à política em 2004, ao eleger-se vereador em Porto Alegre. Em 2006, elegeu-se para a Câmara Federal.
Foi atribuído ao deputado João Alves de Almeida a articulação do esquema, que conhecia desde 1972, quando passou a integrar a Comissão de Orçamento do Congresso, colaborando com o Executivo ao impedir que seus colegas parlamentares fizessem mudanças em projetos. Em troca, acertava a inclusão e aprovação de emendas parlamentares entre os gastos oficiais, cujas verbas eram direcionadas para seus redutos eleitorais.
Com a promulgação da nova Constituição, em outubro de 1988, os poderes da Comissão de Orçamento foram ampliados, o que resultou na formação do grupo dos "sete anões".
Segundo a Folha de S.Paulo, o grupo operava com três fontes de recursos. A primeira era formada pelas propinas pagas pelos prefeitos para incluir uma obra no Orçamento ou conseguir a liberação de uma verba já prevista. A execução dessas tarefas era realizada pela Seval, uma empresa criada pelo deputado João Alves de Almeida, que cobrava uma "taxa" para fazer o serviço.

## História
Os "Anões do Orçamento" foram descobertos em outubro de 1993, a partir das denúncias do economista José Carlos Alves dos Santos, integrante da quadrilha e chefe da assessoria técnica da Comissão do Orçamento do Congresso.
As revelações levaram à realização de uma CPI no Congresso Nacional que durante três meses esmiuçou o esquema de propinas montado por deputados que atuavam na comissão. Foram 18 acusados. Seis foram cassados, oito absolvidos e quatro preferiram renunciar para fugir da punição e da inelegibilidade.
O rastreamento das contas bancárias acabou derrubando o presidente da Câmara, Ibsen Pinheiro (PMDB), o líder do PMDB, deputado Genebaldo Corrêa (BA) e o deputado baiano João Alves de Almeida (falecido em 2004), suposto chefe do esquema. Alves lavava o dinheiro comprando cartões de loteria premiados.
Havia dois esquemas fraudulentos. No primeiro, parlamentares faziam emendas remetendo dinheiro para entidades filantrópicas ligadas a parentes e laranjas. Mas o principal eram os acertos com grandes empreiteiras para a inclusão de verbas orçamentárias para grandes obras, em troca de polpudas comissões. Segundo o que foi apurado na CPI do Orçamento, o deputado recebia entre 5% e 20% do valor da obra.
O ex-chefe da Assessoria de Orçamento do Senado, José Carlos Alves dos Santos, ao denunciar as irregularidades, fez desmontar o esquema. Mas ele próprio foi preso e acusado de assassinar a esposa, Ana Elizabeth Lofrano, que ameaçava denunciar os podres da máfia. Na casa dele foi achada uma mala com mais de US$ 600 mil.
A situação de José Carlos se complicou com a prisão de dois cúmplices, que mostraram o local onde enterraram o corpo de Ana Elizabeth, após a terem matado a golpes de pedra e picareta em novembro de 1992, na presença do marido. O assessor foi condenado a 20 anos de prisão. Em sua defesa, acusou os ex-deputados João Alves e Ricardo Fiúza como os verdadeiros mandantes do assassinato de sua mulher.
Na cadeia, José Carlos tentou o suicídio, mas foi salvo. Quase dez anos depois, já em liberdade condicional, amarga uma vida solitária e sem atrativos. Não frequenta mais as altas rodas a que estava acostumado e teve a aposentadoria cortada pelo Senado. Mas, ao contrário do que ocorreu com a CPI do PC, onde os personagens  revelaram os bastidores dos crimes financeiros, muitos segredos dos "Anões do Orçamento" continuam guardados. José Carlos até hoje se nega a falar sobre o assunto.